# 山口恵以子
山口 恵以子（やまぐち えいこ、1958年6月6日 - ）は、日本の小説家。東京都江戸川区出身。東京都立両国高等学校、早稲田大学第二文学部卒業。

## 経歴
父は理髪用鋏の工場を経営していた。恵以子は本名で易者がつけた。「1人でも強く生きていける」という意味が込められている。
小学校からずっと独学で漫画家を目指していたが、大学卒業が迫り、親戚の紹介で宝石と毛皮の輸入販売会社に入社。漫画を描き続けるつもりだったが徐々に遠ざかった30代のときに「松竹シナリオ研究所・研修生募集」の記事を見つけ受講。派遣社員として働きながら夜間コースに通い35歳で卒業。2時間ドラマのプロットを多数作成する。
派遣の切れ目に新聞の求人欄で見つけた「丸の内新聞事業協同組合・調理補助パート募集」に応募して、2002年、44歳のときに同組合の社員食堂（その後閉鎖）の調理主任に採用された。勤務は朝6時から11時の5時間で時給1500円（交通費全額支給、ボーナス・有給休暇あり）だった。
新鷹会会員となり小説を書き、2007年、50歳のときに『邪剣始末』で作家デビュー。2013年に『月下上海』で第20回松本清張賞を受賞。「食堂のおばちゃんが受賞した」と話題になった。

## 人物
『読売新聞』朝刊「人生案内」で回答者の一人を務めており、高校の同級生、趣味の仲間、元同僚や担当編集者など親しい人がいるが、共に幸せを喜び、不幸を悲しむ「友人」はいないと記している（2023年7月5日付）。

## 著作

### 小説

#### 食堂のおばちゃんシリーズ
- 『食堂のおばちゃん』角川春樹事務所、2015年
- 『恋するハンバーグ 佃 はじめ食堂』角川春樹事務所、2016年
  - 【改題】『恋するハンバーグ 食堂のおばちゃん(2)』
- 『愛は味噌汁 食堂のおばちゃん(3)』角川春樹事務所 2018年
- 『ふたりの花見弁当 食堂のおばちゃん(4)』角川春樹事務所 2018年
- 『真夏の焼きそば 食堂のおばちゃん(5)』角川春樹事務所 2019年
- 『あの日の親子丼 食堂のおばちゃん(6)』角川春樹事務所 2019年
- 『うちのカレー 食堂のおばちゃん(7)』ハルキ文庫 2020年2月
- 『あなたとオムライス 食堂のおばちゃん(8)』ハルキ文庫 2020年7月
- 『みんなのナポリタン 食堂のおばちゃん(9)』ハルキ文庫 2021年1月 ISBN 978-4-7584-4389-0
- 『焼肉で勝負！ 食堂のおばちゃん⑩』ハルキ文庫 2021年7月
- 『夜のお茶漬け 食堂のおばちゃん⑪』ハルキ文庫 2022年1月

#### 婚活食堂シリーズ
- 『婚活食堂』PHP研究所 2018年6月
  - 【改題】『婚活食堂 1』PHP研究所 2019年9月
- 『婚活食堂 2』PHP研究所 2019年11月
- 『婚活食堂 3』PHP研究所 2020年6月
- 『婚活食堂 4』PHP研究所 2020年11月
- 『婚活食堂 5』PHP研究所 2021年5月 ISBN 978-4-569-90122-0
- 『婚活食堂 6』PHP研究所 2021年11月

#### シリーズ外作品
- 『邪剣始末』廣済堂文庫 2007年 のち文春文庫
- 『イングリ 熱血人情高利貸』GEN-SAKU!文庫 2012年 のち一二三書房 のちハルキ文庫
- 『月下上海』文藝春秋 2013年 のち文春文庫
- 『あなたも眠れない』文藝春秋、2014年
- 『小町殺し』文春文庫、2015年
- 『恋形見』徳間書店、2015年
- 『あしたの朝子』実業之日本社、2015年
- 『早春賦』幻冬舎、2015年
  - 【改題】『愛よりもなほ』幻冬舎、2018年
- 『風待心中』PHP研究所 2016年
- 『トコとミコ』文藝春秋 2016年 のち文春文庫 2021年
- 『毒母ですが、なにか』新潮社 2017年 のち新潮文庫 2020年
- 『食堂メッシタ』角川春樹事務所 2018年
- 『夜の塩』徳間書店 2019年
- 『いつでも母と』小学館 2020年 ISBN 978-4-09-396547-7
- 『食堂のおばちゃんの「人生はいつも崖っぷち」 それでも、今がいちばん幸せ』知恵の森文庫（光文社） 2020年 ISBN 978-4-334-78785-1
- 『さち子のお助けごはん』潮文庫（潮出版社）2020年 ISBN 978-4-267-02248-7
- 『ライト・スタッフ』潮出版社 2020年 ISBN 978-4-267-02268-5
- 『ゆうれい居酒屋』文春文庫 2021年12月7日
- 『バナナケーキの幸福 アカナナ洋菓子店のほろ苦レシピ』PHP文庫 2023年2月10日

### エッセイ
- 『山口恵以子エッセイ集 おばちゃん街道 ～小説は夫、お酒はカレシ～』清流出版 2015年
- 『おばちゃん介護道 独身・還暦作家、91歳母を看る』大和出版 2018年

## テレビ出演
- ワイドナショー（フジテレビ、2014年4月13日 - ）- コメンテーター、不定期出演
- THE 博学（テレビ朝日、2014年9月11日 、2015年6月25日）